# Reserva Biológica Limoncocha
Die Reserva Biológica Limoncocha befindet sich im Nordosten von Ecuador. Das 36,93 km² große Schutzgebiet wurde am 23. September 1985 eingerichtet. Seit 1998 hat das Reservat den Status eines Ramsar-Gebietes.

## Lage
Die Reserva Biológica Limoncocha liegt im Kanton Shushufindi in der Provinz Sucumbíos. Das Reservat befindet sich im Amazonastiefland von Ecuador am linken Flussufer des Río Napo in Höhen zwischen 200 m und 250 m. Im Schutzgebiet befindet sich der See Laguna de Limoncocha. Die kleineren Flüsse Río Jivino und Río Capucuy begrenzen das Areal im Westen und im Osten.

## Ökologie
Das Reservat umfasst drei ökologische Zonen: Zum einen die Gewässer bestehend aus Seen und Flüssen, deren Uferbereich, der regelmäßig überflutet wird sowie der tropische Regenwald der Tierra Firme. Es wurden 144 Vogelarten, 55 Säugetierarten, 39 Reptilienarten, 53 Amphibienarten sowie 93 Fischarten gezählt.

## Infrastruktur
Es gibt ein Besucherzentrum, wo sich die Besucher anmelden. Außerdem gibt es verschiedene Unterkunftsmöglichkeiten der Gemeinde Limoncocha.